# Olveston
Olveston – wieś w Anglii, w hrabstwie ceremonialnym Gloucestershire, w dystrykcie (unitary authority) South Gloucestershire. Leży 15 km na północ od miasta Bristol i 171 km na zachód od Londynu.